# Ugo Ferrero
Ugo Ferrero, italijanski general, * 15. junij 1892, † 28. januar 1945.